# St. Mirren Park
Der St. Mirren Park (offiziell The SMiSA Stadium) ist das Fußballstadion des FC St. Mirren in der schottischen Stadt Paisley, Vereinigtes Königreich. Das alte, offiziell gleichnamige Stadion, bekannter unter dem Namen Love Street, wurde 2007 verkauft.

## Geschichte
Die Spielstätte wurde am 31. Januar 2009 nach rund einem Jahr Bauzeit mit dem Spiel FC St. Mirren gegen den FC Kilmarnock offiziell vom Ersten Minister Alex Salmond vor der bis heute gültigen Rekordkulisse von 7.542 Zuschauern eröffnet.
Von 2015 trug das Stadion vorübergehend den Namen The Paisley 2021 Stadium für die Bewerbung der Stadt Paisley als UK City of Culture 2021. Für den Zwei-Jahres-Vertrag zahlte das Renfrewshire Council dem Verein pro Jahr 33.000 £. Anfang Dezember 2017 wurde Coventry zur UK City of Culture 2021 ernannt. Im Juni 2018 wurde das in Glasgow ansässige IT-Unternehmen Simple Digital Solutions neuer Namensgeber der Heimat der Buddies. Der Vertrag hat eine Laufzeit von vier Jahren.
Anfang November 2020 erhielt der St. Mirren Park den Namen The SMiSA Stadium. Der Club vergab den Namen kostenlos an die SMiSA bis zum Ende der Saison 2020/21. Die SMiSA (St Mirren Independent Supporters Association, deutsch Verband der unabhängigen Unterstützer von St. Mirren) will die Mehrheit von 51 Prozent des Clubs übernahmen, indem sie die restlichen Anteile des Clubvorsitzenden Gordon Scott kaufen. Der Clubvorstand hat die Umbenennung beschlossen, um sich bei den 1150 Mitgliedern der SMiSA zu bedanken. Die Beiträge der Mitglieder wurden seit 2016 für den Aktienkauf verwendet.

## Tribünen
Das Stadion bietet auf seinen vier Tribünen insgesamt 7937 Sitzplätze.
- Main Stand – (Greenhill Road)
- West Stand – (Craigielea Drive)
- South Stand – (Ferguslie Park Avenue)
- North Stand – (Drums Avenue)